# Rafael Sérgio Vieira

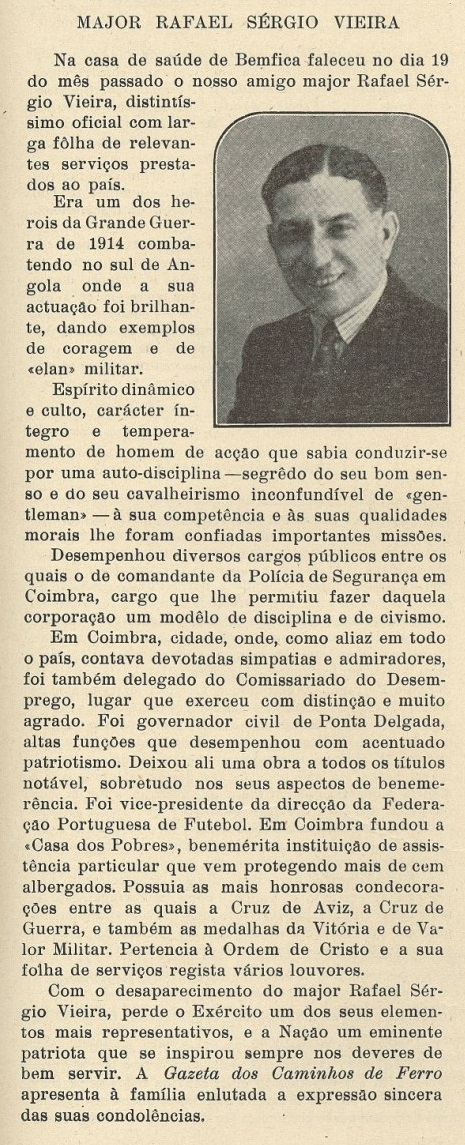
Rafael Sérgio Vieira - obituário, Gazeta dos Cam. Ferro, n.º 1410, 1946.

Rafael Sérgio Vieira CvA • OA • GOC (Ribeira Brava, Cabo Verde, 17 de setembro de 1895 — Lisboa, 19 de agosto de 1946), mais conhecido por Sérgio Vieira, foi um militar do Exército Português e político que se destacou como governador civil do Distrito Autónomo de Ponta Delgada durante a Segunda Guerra Mundial.

## Biografia
Nasceu no arquipélago de Cabo Verde, Ribeira Brava, filho do capitão do Exército e farmacêutico Rafael Bayão Vieira. Falecido na Casa de Saúde de Benfica, em Lisboa. 
Foi casado com Fernanda Pires da Silva de Azevedo Loureiro de Teixeira Rebelo, de Nelas, Viseu, descendente do primeiro Conde de Prime e de António Pires da Silva de Azevedo Loureiro, de quem teve duas filhas, Ana Maria de Teixeira Rebelo Bayão Vieira, solteira e sem descendência, e Maria Regina de Teixeira Rebelo Bayão Vieira, casada com descendência em Francisco Sérgio Rebelo Vieira de Sousa Machado, casado e com descendência em Maria do Rosário Farmhouse Rebelo de Sousa Machado e Maria Constança Farmhouse Bayão de Sousa Machado. 
Foi aluno do Colégio Militar, onde entrou em 1906, e com 18 anos de idade, a 16 de dezembro de 1913, assentou praça como voluntário no Regimento de Cavalaria n.º 2, em Lisboa, iniciando de seguida a frequência do curso de oficiais da Escola de Guerra, onde concluiu o curso de Cavalaria, após o que ingressou nos quadros do Exército Português.
Em Angola, participou nas Campanhas de Pacificação e nas escaramuças contra tropas alemãs ao longo da fronteira com o então Sudoeste Africano Alemão (atual Namíbia). Em 1918 foi promovido a alferes e regressou a Lisboa. No ano seguinte, combateu contras as forças da Monarquia do Norte na defesa da fronteira do Minho. 
Foi promovido a tenente em 1922, a capitão em 1935 (e depois a major), passando então a exercer funções essencialmente policiais e políticas, sendo nomeado diretor da Secção de Justiça da Polícia Internacional Portuguesa ( polícia com funções de controlo de estrangeiros e fronteiras) e depois comandante da Polícia de Segurança Pública do Distrito de Coimbra, cargo que acumulou com o de delegado do Comissariado do Desemprego naquela cidade.
O seu percurso profissional é característico da época, na qual, pelo menos desde o sidonismo, o poder militar assentava em grande medida nos tenentes do exército, progressivamente colocados nas diversas polícias, como forma de controlar a ação das milícias de fações políticas diferentes e estabilizar condições de governo.

Foi um dos principais promotores da fundação da Casa dos Pobres de Coimbra, na origem da atual IPSS. Impulsionou e dirigiu associações em vários domínios como o recreativo, cultural e a canicultura. Na área do desporto também impulsionou o associativismo, foi vice-presidente da Federação Portuguesa de Futebol, tendo sido atleta nas modalidades de hipismo e futebol.
Durante a Segunda Guerra Mundial e num período conturbado quanto à defesa dos Açores, foi nomeado governador civil do Distrito Autónomo de Ponta Delgada, tomando posse do cargo a 11 de junho de 1940. Embora com algumas interrupções motivadas por idas a Lisboa, manteve-se naquele cargo até 2 de agosto de 1944, tendo governado o distrito durante os tempos difíceis da presença na ilha de São Miguel de mais de 12000 militares expedicionários portugueses, no episódio que ficou jocosamente conhecido pela Campanha do Ananás,  ainda que tenha tido objetivos bem definidos, tais como acautelar uma retirada para os Açores do Governo da República, em caso de invasão do Continente, e evitar a invasão do arquipélago pelas forças aliadas.
A sua governação em Ponta Delgada ficou marcada pela vontade de integrar os militares expedicionários na vida social local, num período de grandes tensões entre estes e a restante população.
A sua ação em Ponta Delgada foi também instrumental na organização da "visita de soberania" realizada em 1941 pelo então Presidente da República Portuguesa marechal Óscar Carmona, que em plena Guerra Mundial fez um périplo pelo arquipélago dos Açores para reafirmar a intenção de defender a soberania portuguesa sobre aquele território. Com chegada a Ponta Delgada a 26 de julho de 1941, a bordo do paquete Carvalho Araújo, escoltado por dois contratorpedeiros, a visita estendeu-se até à ilha do Corvo, com enorme fervor nacionalista.
Influente nos círculos próximos da cúpula do Estado Novo, invocando a necessidade de consolidar o regime no arquipélago, conseguiu diversos investimentos de vulto, nomeadamente a construção de 120 habitações económicas no Bairro de Santa Clara, o novo edifício dos CTT de Ponta Delgada e a praça anexa e obras de adaptação e ampliação do edifício do Liceu de Ponta Delgada, a remodelação da Escola Industrial e Comercial Velho Cabral (atual edifício da Escola Básica Roberto Ivens) e a criação do Emissor Regional dos Açores da Emissora Nacional. Por seu impulso, surgiram vários projetos de índole assistencial, recreativa e cultural, incluindo o Instituto Cultural de Ponta Delgada, este já antes anseio de vários ilustres micaelenses. 
Aproximou-se das elites micaelenses, tendo sido coadjuvado nos referidos projetos por figuras locais da cultura.
Organizou alguns eventos sociais no Palácio da Conceição, então sede do Governo Civil, nomeadamente aquando da visita presidencial, que foram objeto de crítica, já depois do seu regresso ao Continente. Para tal, deram largas ao  epíteto de «Príncipe Sérgio», que lhe vinha dos tempos do Colégio Militar, acusando-o de dimensão excessiva das iniciativas e gosto pelo luxo. Já depois de terminada a II Grande Guerra, ocorreu um inquérito, não a si, mas à Junta Geral do Distrito de Ponta Delgada, cujo presidente, no entanto, não foi ouvido. A leitura deste processo e a identificação dos intervenientes revela alguma da reestruturação de protagonismos no pós-guerra. Na origem do processo terá estado a afirmação de recentes protagonismos no seio do Estado Novo, com o aproveitamento de resistências pessoais e sociais originadas pela sua ligação a uma Senhora da sociedade local, titular ligada às letras e de família defensora de uma linha mais democrática de governo, entretanto divorciada (situação rara na época) que abertamente o acompanhou até ao falecimento, o qual impediu a formalização legal da relação. 
Foi condecorado com duas medalhas inter-armas caritas, bons serviços de prata com palma, comportamento exemplar 1910, valor militar de prata com palma, campanha "Sul de Angola 1914-1915", campanha "Cuanhama", medalha de mérito e medalha dedicação da Legião Portuguesa, medalha de filantropia e caridade e ainda a medalha da vitória.
Foi agraciado com os graus de Cavaleiro da Ordem Militar de Avis, em 5 de outubro de 1928, e de Oficial da mesma Ordem, em 16 de dezembro de 1943, bem como com o grau de Grande-Oficial da Ordem Militar de Cristo em 19 de novembro de 1941.
O seu nome é recordado na toponímia de Ponta Delgada, tendo a Câmara Municipal de Ponta Delgada, em reconhecimento pela sua obra, atribuído em junho de 2004 o seu nome a uma rua da freguesia da Relva. 